# كيري غرينوود
كيري غرينوود (بالإنجليزية: Kerry Greenwood)‏ (17 يونيو 1954، ملبورن في أستراليا)؛ كاتِبة مُتخصِّصة في أدب الأطفال وروائية أسترالية. درست في جامعة ملبورن.

## روابط خارجية
- كيري غرينوود على موقع IMDb (الإنجليزية)